# Marco Portilla
Marco Portilla (Lima, 13 de julio de 1975) es un exfutbolista peruano. Jugaba de delantero. Tiene 49 años.
Es hermano de los futbolistas peruanos Giuliano Portilla y Luis Portilla.

## Clubes
| Club                 | País | Año       |
| -------------------- | ---- | --------- |
| Guardia Republicana  | Perú | 1995-1996 |
| Lawn Tennis          | Perú | 1998      |
| Villa del Mar        | Perú | 2003      |
| FBC Melgar           | Perú | 2004      |
| Deportivo Municipal  | Perú | 2005-2007 |
| U. San Marcos        | Perú | 2008      |
| Real Academia FC     | Perú | 2009      |
| Deportivo Municipal  | Perú | 2010      |
| Hijos de Acosvinchos | Perú | 2011      |
| Atlético Minero      | Perú | 2012-2013 |

## Palmarés

### Campeonatos nacionales
| Título           | Club                | País | Año  |
| ---------------- | ------------------- | ---- | ---- |
| Segunda División | Guardia Republicana | Perú | 1995 |
| Segunda División | Deportivo Municipal | Perú | 2006 |